# El médico (novela)
El médico (en inglés: The Physician) es una novela del escritor estadounidense Noah Gordon. Trata de la vida de un joven cristiano inglés del siglo XI que viaja por Europa para estudiar medicina entre los persas.
El libro fue publicado inicialmente por Simon & Schuster el 7 de agosto de 1986. El libro no se vendió bien en Estados Unidos, pero en Europa fue muchas veces un best-seller, particularmente en España y Alemania, vendiendo millones de copias traducidas. Su éxito europeo provocó su posterior secuela. Se trata de la novela más conocida de este autor, y la que lo lanzó a la fama en todo el mundo.
Es la primera parte de una trilogía compuesta por El médico, Chamán y La doctora Cole.

## Argumento

### Parte 1: El ayudante del barbero
Año 1021. 
La novela trata sobre la vida de Robert Jeremy Cole, hijo de una familia del gremio de carpinteros de Londres, que a los nueve años queda huérfano y sin hogar. La muerte de sus padres le descubre su «don» de percibir si alguien está próximo a la muerte solo con tocarlo. Durante unos días se encarga del cuidado de sus dos hermanos, a quienes el jefe del gremio va encontrando nuevos hogares. Cuando se queda solo, bajo el peligro de ser vendido como esclavo, fortuitamente pasa a ser el ayudante-aprendiz de Henry Croft (Barber), un hombre campechano que recorre Inglaterra montando espectáculos de malabarismo y prestidigitación para atraer público a su negocio de barbero cirujano, donde realiza pequeñas curas y vende un brebaje curalotodo: la «Panacea Universal». Los viajes que realizarán en los siguientes años dan a Rob la esperanza de reencontrarse con sus hermanos pequeños, pero su búsqueda resulta infructuosa. Durante años comparten cartel y, tras terminar Rob su periodo de aprendiz, llegarán a repartirse los beneficios de los espectáculos.
Años después Barber muere de un ataque al corazón. Por un tiempo, Rob continua solo con el negocio, pero el encuentro con Benjamin Merlin, un médico judío cuyas habilidades curativas lo sorprenden profundamente, le anima a convertirse en médico. Pese a la insistencia del joven, Merlin no lo toma como aprendiz, ya que en Inglaterra nunca le aceptarían como médico siendo su mentor un judío. Entonces Rob acude a un médico cristiano y comprueba que los métodos curativos practicados por los médicos ingleses de la época son muy arcaicos y que los mejores, como Merlin, son los que han estudiado técnicas que solo se imparten en los países musulmanes. Pero en estos países no se acepta como estudiantes a los cristianos y además la Iglesia Católica prohíbe y condena cualquier contacto e influencia con la cultura islámica. A pesar de ello, impulsado por su pasión por aprender a sanar, Rob decide viajar a Ispahán, en el corazón del califato abasí (en la actual Irán), donde enseña el mejor médico de la época: Ibn Sina o Avicena.

### Parte 2: El largo viaje
Rob parte de Londres en un barco hacia Calais, donde conoce a Louis Charbonneau. Nativo de Estrasburgo, Charbonneau es capaz de hablar inglés, francés y alemán por lo que Rob lo contrata como guía y traductor. Pasan por Caudry y Estrasburgo, donde visitan al hermano de Charbonneau y su familia. Antes de llegar a Augsburgo se enfrentan a una tercia de bandidos, matando a dos ellos. Después de pasar por Salzburgo, Rob y Charbonneau se despiden en Linz.
Rob atraviesa solo la región de Bohemia y pasa unos días en Brünn (actual Brno). En la ciudad de Vác Rob se entera de una caravana dirigida por Kerl Fritta que se dirige hacia Constantinopla. Allí conoce a James Cullen, un escocés que viaja hacia Anatolia para comprar ovejas acompañado de su hija Mary. También conoce a un grupo de judíos mercaderes que regresan a su hogar en Ankara: Meir ben Asher y su hijo Tuveh ben Meir, Gershom ben Shemuel, Judah ha-Cohen y Simon ben ha-Levi. Rob llega a un acuerdo con Simon para que éste le enseñe persa usando un Corán.

### Parte 3: Ispahán
En Constantinopla, sabiendo que no podrá viajar como cristiano, se hace pasar por judío adoptando el nombre de Jesse Ben Benjamin. Al llegar a la Madrasa de Ispahán es rechazado por no contar con los conocimientos ni el dinero necesario para estudiar allí. Su insistencia provoca que le golpeen y encarcelen.

### Parte 4: ElMaristán
Al salir de la cárcel apaleado y desesperado, se presenta audazmente en audiencia ante el Sha. El arrojo de Rob tiene éxito porque en el camino, durante una cacería del Sha, ambos ya se habían conocido. El soberano le concede entonces una dote que le permitirá sufragar sus estudios de medicina y vivir en la ciudad.
La admisión no es más que el principio de un arduo camino para convertirse en médico, ya que además de sus estudios de medicina Rob debe afrontar exámenes de filosofía, derecho y aprender el Corán de memoria, lo que le pone en inferioridad de condiciones con los demás estudiantes que han estudiado esas materias desde niños. Pese a todo, su afán lo convierte en uno de los mejores discípulos y el favorito del propio Avicena, quien le descubre que comparte su don. Por ello, le manda a combatir una epidemia de peste en una alejada ciudad del reino. Allí se reencontrará con la hija de un comerciante de ganado escocés a quien conoció durante el viaje y ambos formarán una familia.

### Parte 5: El cirujano de guerra
Rob mantiene frecuente contacto con el Sha en calidad de protegido suyo y cuando consigue convertirse en médico se incorpora como médico militar a su ejército en una campaña militar contra la India.

### Parte 6: Hakim
El fallecimiento de Avicena y el derrocamiento del Sha, producido tras una guerra posterior, desatan acontecimientos que obligan a Rob a finalizar su estancia en Persia, regresando a su tierra natal.

### Parte 7: El retorno
De vuelta en Londres, sus conocimientos provocan la envidia y recelo de los médicos locales, y un desafortunado encuentro con un comerciante que le conoció en Persia bajo su identidad de judío, lo conducen ante un tribunal eclesiástico acusado de suplantación de identidad. Allí reencuentra a uno de sus hermanos pequeños, que forma parte del tribunal, pero lejos de recibirlo con afecto, este le hace saber que no quiere involucrarse con alguien que va a ser condenado por suplantar la identidad de un cristiano o bien por quebrantar la prohibición de estudiar entre los infieles. Ante la imposibilidad de defenderse, Rob huye a Escocia con su familia, donde practicará la medicina el resto de su vida en la pequeña aldea de pastores del clan de su mujer.

## Cine
En 2013 se estrenó la adaptación al cine de la mano del director alemán Philipp Stölzl, de la cual Noah Gordon y su hija Lise fueron guionistas. La película, cuyo argumento difiere en varias partes de la novela original, recibió en general críticas favorables.

## Musical
En octubre de 2018 se estrenó en Madrid un musical basado en el libro dirigido por José Luis Sixto y música de Iván Macías.